# Parafia Zmartwychwstania Pańskiego w Kopytowie
Parafia Zmartwychwstania Pańskiego – parafia rzymskokatolicka w Kopytowie.
Parafia erygowana w 1928 roku, z terenu parafii w Kodniu. Obecny kościół parafialny murowany, został wybudowany w latach 1990-1992, dzięki staraniom księdza Jana Raboszuka.
Terytorium parafii obejmuje: Kopytów, Kopytów-Kolonia, Kostomłoty, Kożanówka, Nowy Dwór, Podolanka oraz Zastawek.